# Just One More Smile
Just One More Smile – album na żywo Elvisa Presleya, składający się z koncertu z 23 czerwca 1977 r. z Des Moines w Iowa. Ostatni raz fani mogli wtedy usłyszeć na żywo Blue Suede Shoes, Help Me, Danny Boy oraz Walk with Me.

## Lista utworów
1. 2001 Theme
2. C.C. Rider
3. I Got a Woman – Amen
4. Love Me
5. If You Love Me
6. You Gave Me a Mountain
7. Jailhouse Rock
8. ’O sole mio – It’s Now or Never
9. Little Sister
10. Teddy Bear – Don’t Be Cruel
11. Help Me
12. Danny Boy (wyk. Sherril Nielsen)
13. Walk with Me (wyk. Sherril Nielsen)
14. Blue Suede Shoes
15. Band Introductions
16. Early Morning Rain
17. What’d I Say
18. Johnny B. Goode
19. Drum solo (wyk. Ronnie Tutt)
20. Bass Solo (wyk. Jerry Scheff)
21. Piano solo (wyk. Tony Brown)
22. I Really Don’t Want to Know
23. Electric Piano Solo (wyk. Bobby Ogdin)
24. Orchestra Solo
25. Hurt
26. Hound Dog
27. Elvis introduces Vernon Presley, Felton Jarvis, Bruce Jackson and Ginger Alden
28. Can’t Help Falling in Love